# 10058 Ikwilliamson
10058 Ikwilliamson este o planetă minoră (asteroid), cu un diametru de 6,208 km, din centura de asteroizi. A fost descoperită pe 25 februarie 1988 la Observatorul Siding Spring de Robert H. McNaught. 
Obiectul prezintă o orbită caracterizată de o semiaxă mare de 2,398816 UAi, o excentricitate de 0,23, o înclinație de 9,71083 ° în raport cu ecliptica.